# Rokurō Naya
Rokurō Naya (納谷 六朗 Naya Rokurō?, 20 oktober 1932–17 november 2014) var en japansk röstskådespelare från Tokyo som bland annat gjorde röster till figurer inom animation, datorspel och tokusatsu. Han arbetade även med dubbning av västerländska filmer och TV-serier till japanska. Han var bror till Gorō Naya, som också var röstskådespelare; de hade ofta roller i samma serier.

## Filmografi

### TV-anime
- Tiger Mask (1969) - Lone Wolf
- Mirai shōnen Conan (1978) - Territ
- Wanwan Sanjuushi (1981) - diverse röster
- Tondemo Senshi Muteking (1981) - Sonny
- Saint Seiya (1986) - Aquarius Camus
- Hello! Lady Lynn (1987) - George Russell
- Crayon Shin-chan (1992) - Enchou
- Yu Yu Hakusho (1994) - Shinobu Sensui
- Street Fighter II V (1995) - Captain Dorai
- Shamanic Princess (1996) - Elder, Throne of Yord
- Rekka no Honō (1997) - Kouran Mori
- Super Doll Licca-chan (1998) - Dr. Scarecrow
- Hikaru no go (2001) - Kuwabara Honinbo
- Noir (2001) - Zellner
- Honō no Mirāju (2002) - Ujimasa Hojo
- Konjiki no Gash Bell!! (2004) - Dr. Nazonazo
- Jinki: Extend (2005) - Genta Ogawara
- Fullmetal Alchemist: Brotherhood (2009) - Grumman
- One Piece (2009) - Haredas
- Eureka Seven: AO (2012) - Christophe Blanc
- Shidonia no Kishi (2014) - gammal man

### Långfilmsanime
- Crayon Shin-chan-serien (1993–2014) - Enchou
- Fuse Teppō Musume no Torimonochō (2012) - Zanzo

### Original Video Animations
- Fake (1996) - Leonard Henry
- Batman: Gotham Knight (2008) - James Gordon

### Datorspel
- Lunar: The Silver Star (1992) - Ghaleon
- Lunar: Eternal Blue (1994) - Ghaleon
- Grandia (1997) - Gadwin
- Panzer Dragoon Saga (1998) - Zadoc
- Galaxy Angel (2002) - Luft Weizen
- Way of the Samurai 4 (2011) - Kinugawa Onsen
- Chaos Rings II (2012) - Death
- Zero Escape: Virtue's Last Reward (2012) - Tenmyouji

### Tokusatsu
- Jaguar-man (1967) - Taro Gingaker, Jaguar-man
- Kamen Rider (1971) - Takeshi Hongou, Kamen Rider 1 (i avsnitt 9 och 10)
- Robot Detective (1973) - Missile Man
- Chojin Bibyun (1976) - Haniwarn
- Gekisou Sentai Carranger (1996) - XX Mileno
- Seijuu Sentai Gingaman (1998) - Wisdom Tree Moak
- Juken Sentai Gekiranger (2007) - Sky Fist Demon Kata
- Samurai Sentai Shinkenger (2009) - Nakinakite

### Dubbning

#### Spelfilm
- William H. Macy
  - Homicide - Tim Sullivan
  - A Civil Action - James Gordon
  - Psycho - Milton Arbogast
  - Jurassic Park III - Paul Kirby
  - In Enemy Hands - Nathan Travers
  - Bobby - Paul Ebbers
  - A Single Shot - Pitt
- Ed Harris
  - Firman (TV-versionen) - Agent Wayne Terrance
  - Milk Money - Tom Wheeler
  - Apollo 13 - Gene Kranz
  - Truman Show - Christof
- Gary Oldman
  - Batman Begins - James Gordon
  - The Dark Knight - James Gordon
  - The Dark Knight Rises - James Gordon
- 24 - Christopher Henderson (Peter Weller)
- Uppvaknanden - Dr. Kaufman (John Heard)
- Den onda dockan-serien  - Chucky (Brad Dourif)
- Dragonheart - Lord Felton (Jason Isaacs)
- Explorers - Mr. Müller (James Cromwell)
- Goosebumps - Mr. Matthews (Maurice Godin) (i avsnitten "Attack of the Mutant Parts I & II")
- Hawaii Five-0 - Elliott Connor  (James Remar)
- Mumien - Dr. Allen Chamberlain (Jonathan Hyde)
- I sista minuten (1971 års TV Tokyo-version) - Leonard (Martin Landau)
- Prometheus - Peter Weyland (Guy Pearce)
- En kvinnas doft - Mr. Trask (James Rebhorn)
- Trouble with the Curve - Gus Lobel (Clint Eastwood)

#### Animation
- Batman: The Animated Series - Scarecrow
- Heathcliff - Grandpa Nutmeg
- Sagan om ringen - Gollum
- Familjen Robinson - Bud
- Pongo och de 101 dalmatinerna - Roger Radcliffe
- Svampbob Fyrkant - Bläckvard
- Thomas och vännerna - Sir Topham Hatt
- Tugs - Captain Star, Mighty Moe
- Vem satte dit Roger Rabbit? - Psycho
- X-Men - Professor X